# Trilhaar

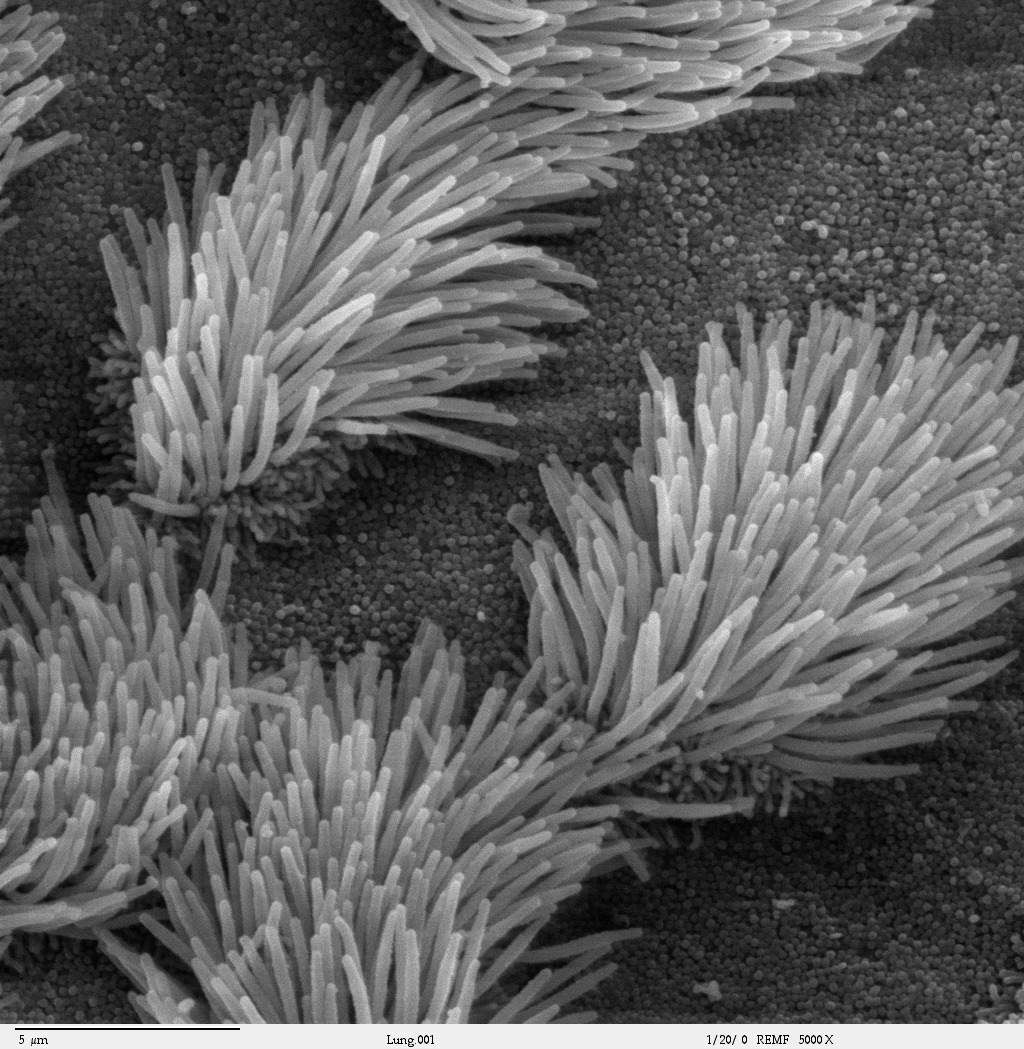
SEM-opname van de cilia uit het ademhalingsepitheel in de trachea

Een trilhaar of cilium (meervoud cilia) is een organel, een onderdeel van een cel, dat buiten het celmembraan uitsteekt. Een trilhaar is ongeveer tien micrometer lang en 0,2 micrometer dik.
Trilharen zijn sterk gedifferentieerde structuren die specifieke cellulaire functies vervullen, zoals voortbeweging, waarneming van omgevingssignalen, of het geleidelijk naar buiten werken van de slijmlaag in de luchtwegen.

## Trilhaar als organel
Het cilium is een organel met verschillende functies, zoals het voortbewegen bij plankton en het zuiveren van luchtwegen. Cilia zijn door hun gelijkaardige structuur vergelijkbaar met flagellen. Een flagel is echter wel langer dan een cilium.
Cilia komen vaak voor op cellen binnen een meercellig organisme. Cilia komen voor bij alle diergroepen, maar zijn zeldzaam bij planten, waar ze wel voorkomen bij onder meer de zaadcellen van palmvarens, in plaats van de bij verwante groepen gebruikelijke flagellen.
Bij eencelligen zoals de trilhaardiertjes, komen beweeglijke trilharen voor, die voor voortbeweging dienen of om water langs de cel in beweging te brengen.

## Oorsprong
De cilia van eencellige en van alle meercellige organismen lijken sterk op elkaar, wat betekent dat ze al aanwezig waren in de laatste gemeenschappelijke eukaryotische voorvader (LECA of last eukaryotic common ancestor). Er zijn drie theorieën over de oorsprong van trilharen:
1. Trilharen zouden geëvolueerd zijn uit een bacteriële voorouder, namelijk een spirocheet. Deze theorie is gebaseerd op de structurele gelijkenissen tussen de microtubuli van het cilium en de spirocheten.[1]
2. Trilharen zijn geëvolueerd uit een eenvoudiger cytoplasmatisch, intracellulair transportsysteem gebaseerd op microtubuli. De eiwitten die het transport van de basis naar de top van de trilhaar verzorgen, intraflagellar transport- of IFT-eiwitten genoemd, lijken sterk op eiwitten die verantwoordelijk zijn voor het vesikeltransport.[2][1]
3. Trilharen kunnen zich, net als centriolen, zelfstandig opbouwen en vermenigvuldigen, wat erop zou kunnen wijzen dat trilharen zijn geëvolueerd uit een virus en via endosymbiose deel zijn gaan uitmaken van de eukaryote cel.[3]

## Soorten
Naargelang de functie en opbouw zijn er twee soorten te onderscheiden:
- Een primair cilium, 6-10 µm lang en in bijna iedere cel aanwezig. Het kan worden gezien als een soort antenne, die de cel in staat stelt omgevingssignalen te ontvangen. Het organel heeft een zintuig-functie: het kan mechanische, chemische (samenstelling van vloeistoffen, aanwezigheid van hormonen en reuksignalen) en licht waarnemen. Primaire trilharen zijn opgebouwd uit negen doubletten van microtubulinevezels. Meestal heeft een cel maar één primair cilium.
- Bewegende cilia, met twee extra centrale microtubulinevezels. Deze trilharen zijn voornamelijk betrokken in taken waar een beweging vereist is. De microtubulinevezels kunnen verkorten, waardoor de trilhaar in een bepaalde richting buigt. Deze types van cilia kunnen voornamelijk gevonden worden in het binnenoor en in de luchtwegen.

## Celvorming
Anders dan andere celorganellen zijn cilia alleen aanwezig als de cel niet aan het delen is. Als de cel weer gaat delen, wordt het cilium geresorbeerd. De laatste stap van het uitrijpen van de cel is de uitgroei van microtubuli vanuit een kernsspoel, het centriool aan de bovenkant van de cel, naar buiten toe. Dit centriool is het basaallichaam. Het cilium is omgeven door een membraan dat onderdeel is van het apicaal membraan, maar is voorzien van enkele unieke eiwitcomponenten, zoals polycystine 1 en 2 en bevat een gecondenseerde lipidenzone aan de basis van het cilium. Hoe het ciliummembraan wordt gevormd en hoe deze specifieke eiwitcomponenten ter plaatse worden gebracht, is onbekend. Het basaallichaam is, net als het cilium, opgebouwd uit microtubulines. Het is een 9-voudige set van microtubulinetripletten (drie vezels) en bevat geen doublet (twee vezels) in het centrum. Hoe de tripletten in het basaallichaam overgaan tot doubletten in het cilium is tot op heden onbekend. Het basaallichaam kan als een gespecialiseerd centriool gezien worden met een groeizone tot ciliogenese. Bij cellen met meerdere cilia op hun oppervlak is er voorafgaandelijk een replicatie van het centriool.
Aangezien eiwitsynthese niet mogelijk is in het cilium, moeten alle onderdelen van het cilium actief getransporteerd worden. Dit gebeurt met de hulp van IFT-eiwitten. Het heen- en terugtransport langs het cilium wordt verzorgd door IFT-motoreiwitten. Het transport van de basis naar de top van het cilium is anterograad en wordt verzorgd door kinesine-2. Dit eiwit bestaat uit twee motoreiwitten (Kif3A en Kif3B) en een niet-motoreiwit (kinesin-associated protein 3 of KAP3). Het transport van top naar basis, retrograad transport, is afhankelijk van dyneïne 1b.

## Pathologie
Als trilharen niet goed zijn aangelegd, kunnen allerlei ziekten optreden (zie ciliopathie): onvruchtbaarheid, obesitas, blindheid, doofheid, skelet- en longproblemen. De ontdekking dat een verstoorde ciliogenese aan de basis lag van de cystenieren, zorgde voor een ware revolutie in het cilia-onderzoek. Er vindt veel onderzoek plaats naar trilharen, ook al omdat vermoed wordt dat ze een rol spelen bij het ontstaan van kanker. Er zijn aanwijzingen dat afwijkingen in cilia aanleiding kunnen geven tot amyotrofe laterale sclerose  (ALS)